# Dagny Backer Johnsen
Dagny Backer Johnsen (* 1992) ist eine norwegische Schauspielerin, die ihre Karriere mit einer Ausbildung am Vestlandske Teatersenter und dem Den Nationale Scene in Bergen begann. Bekannt wurde sie durch die Rolle der Snaefrid in der Fernsehserie Vikings. Außerdem spielte sie in den Filmen Violent und Seven.

## Filmografie (Auswahl)
- 2011: Der Wolf – Gefährten des Todes (Varg Veum – Dødens drabanter, Fernsehserie)
- 2013: Last Wedding on Earth
- 2013: 23:10 til Vors
- 2013: Pornopung
- 2014: Violent
- 2014: Tjenestemannen
- 2026: Odd & Maud (Kurzfilm)
- 2016: Gråtass – Gøy på landet
- 2016: Gråtass gir gass
- 2017: Gråtass redder gården
- 2017: Fountain of Youth
- 2018: Vikings (Fernsehserie, 4 Folgen)
- 2018: Aber Bergen (Fernsehserie, 2 Folgen)
- 2019: Kommissar Wisting (Wisting, Fernsehserie, 3 Folgen)
- 2020: Blutiger Trip (Blodtur, Fernsehserie, Folge 1x03)
- 2020: The Affected (Kurzfilm)
- 2024: Applaus (Kurzfilm)
- 2024: Mytomanen
- 2024: Mittsommernacht (Midtsommernatt, Fernsehserie, 2 Folgen)